# Federação Dominicana de Voleibol
A Federação Dominicana de Voleibol  (em espanholːFederacion Dominicana de Voleibol,FEDOVOLI) é  uma organização fundada em 1955 que governa a pratica de voleibol na República Dominicana, sendo membro da Federação Internacional de Voleibol, a entidade é responsável por  organizar  os campeonatos nacionais de  voleibol masculino e feminino no país.